# Castro Street (film)
Castro Street is een Amerikaanse experimentele korte documentaire uit 1966 geregisseerd door Bruce Baillie. In de film wordt niet gesproken en worden er beelden getoond van het dagelijks leven in Castro Street, een straat in het Californische plaatsje Richmond. De film werd in 1992 opgenomen in de National Film Registry.